# Erftaue und Nebenbäche
Koordinaten: 50° 30′ 8″ N, 6° 46′ 27″ O
Das Naturschutzgebiet Erftaue und Nebenbäche liegt auf dem Gebiet der Stadt Bad Münstereifel im Kreis Euskirchen in Nordrhein-Westfalen.
Das aus fünf Teilflächen bestehende Gebiet erstreckt sich südlich der Kernstadt Bad Münstereifel und südlich und südöstlich von Eicherscheid, einem Stadtteil von Bad Münstereifel, entlang der Erft und Nebenbächen (u. a. Dreisbach) zu beiden Seiten der Landesstraße L 165 und der L 151. Am südlichen Rand des Gebietes verläuft die Landesgrenze zu Rheinland-Pfalz. Westlich erstreckt sich das 58,4 ha große Naturschutzgebiet (NSG) Erft- und Sülchesbachtal mit Seitentälern und östlich das 81,0 ha große NSG Bülgesbach mit Hangwäldern.

## Bedeutung
Das etwa 92,8 ha große Gebiet wurde im Jahr 2007 unter der Schlüsselnummer EU-162 unter Naturschutz gestellt.